# Paul Ștefănescu
Paul Ștefănescu (n.13 decembrie 1972,România) este un fost jucător român de fotbal a activat pe postul de portar.

### Activitate
- Steaua Mizil (1992-1993)
- Steaua Mizil (1993-1994)
- Faur București (1994-1995)
- Universitatea Craiova
- Progresul București (1995-1996)
- Progresul București (1996-1997)
- Progresul București (1997-1998)
- Farul Constanța (1998-1999)
- Ceahlăul Piatra Neamț (1998-1999)
- Juventus București (1999-2000)
- Rocar București (2000-2001)